# Juan José Haedo
Juan José Haedo (Chascomus, 26 januari 1981) is een Argentijns voormalig wielrenner. Haedo begon zijn carrière als prof bij het Amerikaanse Colavita Bolla. Ook in de daaropvolgende jaren bleef hij voor ploegen uit Amerika uitkomen. Na zijn succesvolle jaar 2006 kreeg hij een contract aangeboden bij Team CSC. Haedo ging akkoord en verkaste naar Europa om in Deense loondienst te gaan rijden.
Haedo was gespecialiseerd in massasprints, al kwam hij tekort ten opzichte van de topsprinters als McEwen, Boonen en Petacchi. Haedo vertegenwoordigde zijn vaderland bij de Olympische Spelen van 2008 in Peking, waar hij deelnam aan de individuele wegwedstrijd maar voortijdig afstapte, net als zijn landgenoten Matías Médici en Alejandro Borrajo.
In 2010 won Haedo de Ronde van Keulen door onder andere favoriet André Greipel te verslaan. Eerder dat jaar had hij ook al een etappe in de Ronde van Catalonië gewonnen.
Haedo is de oudere broer van wielrenner Lucas Sebastián Haedo, en de zoon van oud-wielrenner Juan Carlos Haedo.

## Overwinningen
2005
2e etappe Ronde van Tachira
2006
1e en 4e etappe Ronde van Californië
2007
3e en 7e etappe Ronde van Californië
Ronde van Keulen
7e etappe Ronde van Georgia
2008
1e en 5e etappe Ronde van San Luis
1e etappe Ronde van Californië
Clásica de Almería
3e etappe Ronde van Murcia
2e etappe Ronde van Georgia
2e etappe Ronde van Luxemburg
6e etappe Ronde van Denemarken
2009
7e etappe Ronde van San Luis
GP Cholet
2e etappe Ronde van Wallonië
4e etappe Ronde van Missouri
4e etappe Circuit Franco-Belge
2010
Ronde van Mumbay
Ronde van Catalonië
Ronde van Keulen
3e etappe Critérium du Dauphiné
2011
3e etappe Tirreno-Adriatico
2e etappe Ster ZLM Toer
16e etappe Ronde van Spanje
2012
GP Denain
2014
3e etappe Grote Prijs van Saguenay

## Resultaten in voornaamste wedstrijden
| Jaar | Ronde van Italië | Ronde van Frankrijk | Ronde van Spanje |
| ---- | ---------------- | ------------------- | ---------------- |
| 2007 | buiten tijd      |                     |                  |
| 2008 |                  |                     | opgave           |
| 2009 | 148e             |                     |                  |
| 2010 |                  |                     | 151e             |
| 2011 |                  |                     | 157e (1)         |
| 2012 | opgave           | 140e                |                  |

| Jaar | Milaan-San Remo | Gent-Wevelgem | Parijs-Tours |  | WK op de weg |  | Wereldranglijsten |
| ---- | --------------- | ------------- | ------------ |  | ------------ |  | ----------------- |
| 2007 | 134e            | 37e           |              |  | opgave       |  |                   |
| 2008 |                 |               | 57e          |  |              |  | 137e (UPT)        |
| 2009 |                 | 78e           | 118e         |  |              |  | 241e (UWK)        |
| 2010 |                 |               |              |  | 35e          |  | 154e (UWK)        |
| 2011 | 128e            | 122e          |              |  | 49e          |  | 99e (UWT)         |
| 2012 |                 |               |              |  |              |  | 125e (UWT)        |

### Resultaten in kleinere rondes
| Jaar | Ronde van San Luis | Ronde van Qatar | Tirreno-Adriatico | Ronde van Murcia | Ronde van Catalonië | Ronde van Californië | Critérium du Dauphiné | Ronde van Polen | Ronde van Denemarken | Eneco Tour | Ronde van Peking |
| ---- | ------------------ | --------------- | ----------------- | ---------------- | ------------------- | -------------------- | --------------------- | --------------- | -------------------- | ---------- | ---------------- |
| 2006 |                    |                 |                   |                  |                     | 92e (2)              |                       |                 |                      |            |                  |
| 2007 |                    |                 |                   | 40e              |                     | 80e (2)              |                       |                 | 89e                  | opgave     |                  |
| 2008 | 85e (2)            |                 |                   | 68e (1)          | 130e                | 45e (1)              |                       |                 | 85e (1)              | opgave     |                  |
| 2009 | 60e (1)            |                 |                   | 63e              |                     | opgave               |                       | 119e            |                      | opgave     |                  |
| 2010 |                    | 40e             |                   |                  | 142e (1)            | opgave               | opgave (1)            | 155e            |                      |            |                  |
| 2011 |                    |                 | 108e (1)          |                  |                     | 110e                 | opgave                | opgave          |                      | opgave     | 125e             |
| 2012 | 75e                |                 |                   |                  | 116e                |                      | opgave                |                 | opgave               |            |                  |
| 2013 | 136e               |                 |                   |                  |                     | opgave               |                       |                 |                      |            |                  |
| 2014 | 92e                |                 |                   |                  |                     | opgave               |                       |                 |                      |            |                  |

(*) tussen haakjes aantal individuele etappe-overwinningen

## Ploegen
- 2003 –  Colavita Bolla Wines Professional Cycling Team
- 2004 –  Colavita-Olive Oil Pro Team presented by Bolla
- 2005 –  Colavita Olive Oil-Sutter Home Pro Cycling Team
- 2006 –  Toyota-United Pro Cycling Team
- 2007 –  Team CSC
- 2008 –  Team CSC Saxo Bank
- 2009 –  Team Saxo Bank
- 2010 –  Team Saxo Bank
- 2011 –  Saxo Bank Sungard
- 2012 –  Team Saxo Bank-Tinkoff Bank
- 2013 –  Jamis-Hagens Berman
- 2014 –  Jamis-Hagens Berman